# Каппельський молочний суп

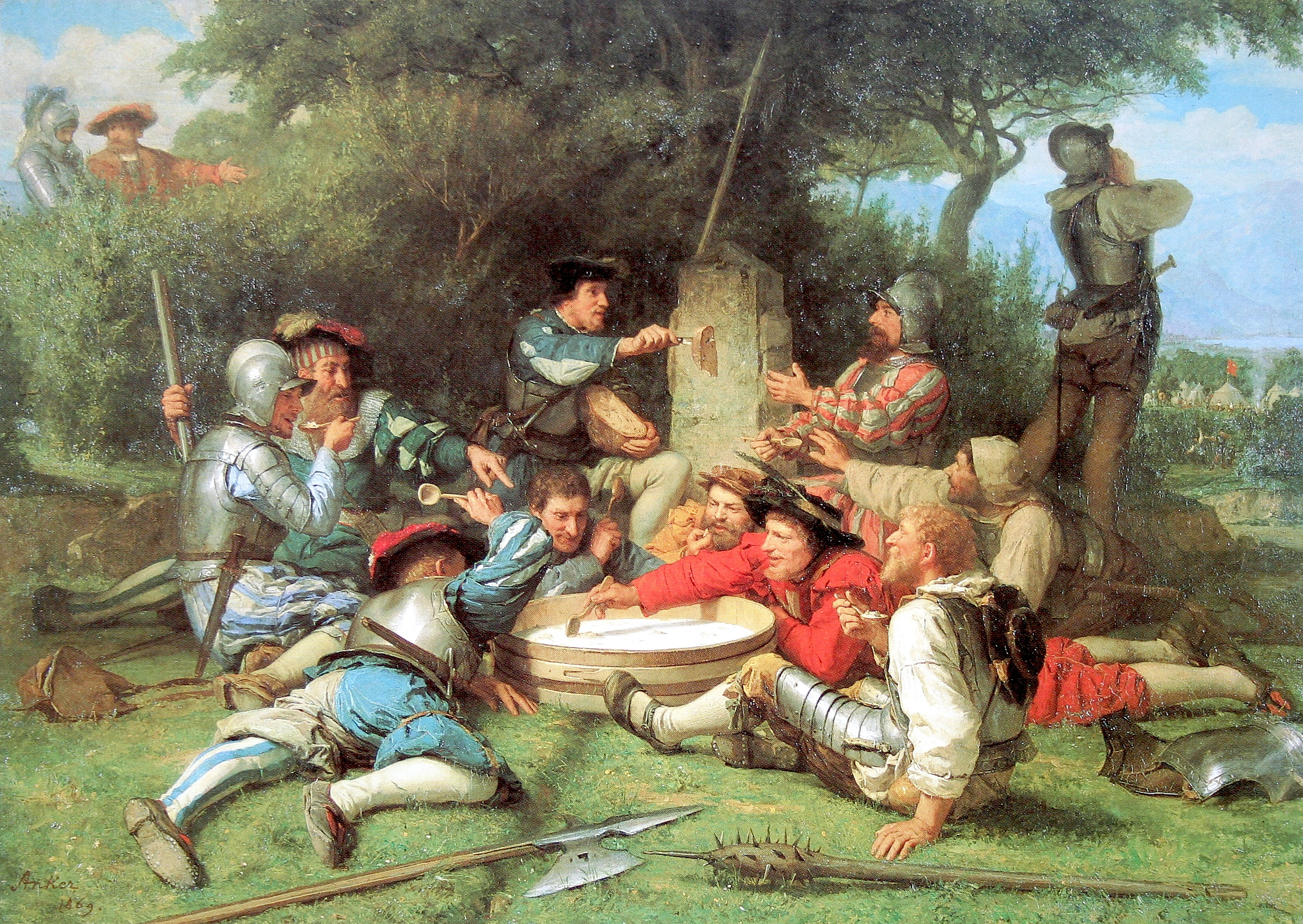
Їда супу на картині Альберта Анкера

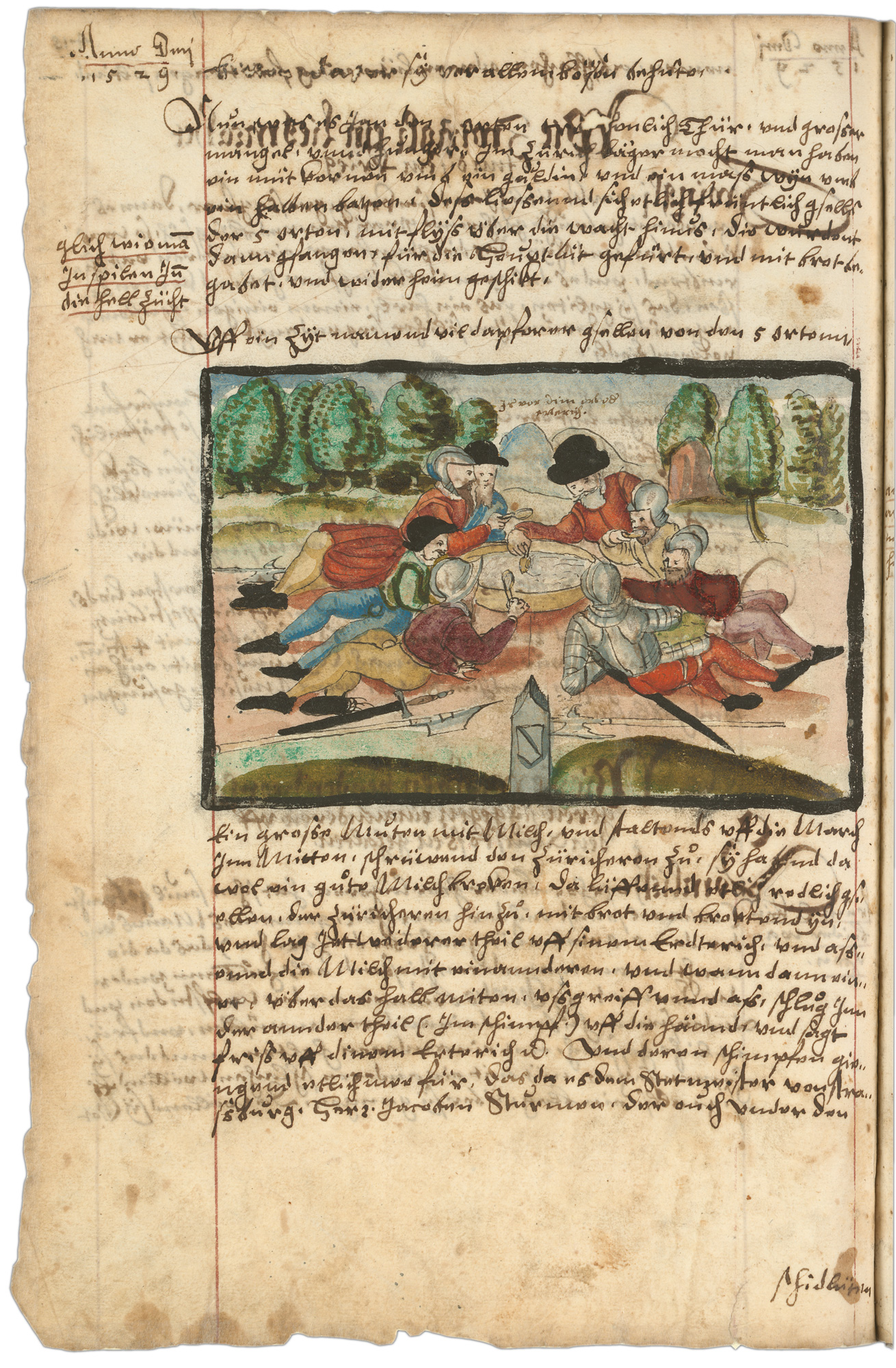
Ілюстрація в хроніці Генріха Томанна. Приблизно 1606 рік

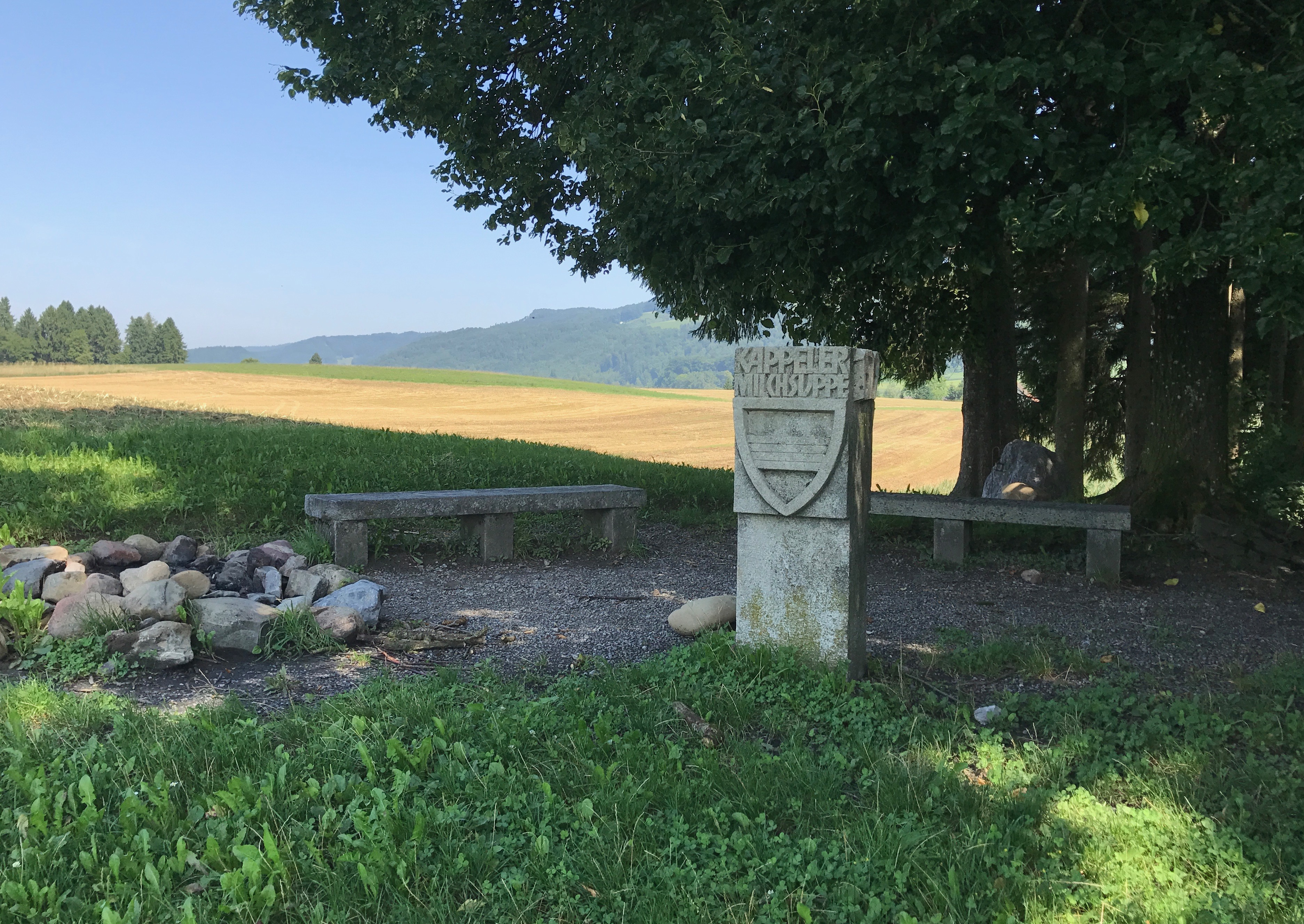
Пам'ятний камінь на честь молочного супу

Каппельський молочний суп (нім. Kappeler Milchsuppe) — символічна подія швейцарської історії: спільне приготування 1529 року поблизу Каппеля під час Першої каппельської війни молочного супу солдатами двох протиборчих армій, яке уособлювало їхнє примирення.

## Передумови
У XVI столітті в Європі точилися релігійні війни. Не уникла цієї долі і Швейцарія, що являла собою в ті часи конфедерацію з 13 держав-кантонів. Ворожі відносини між швейцарськими католиками та протестантами-послідовниками Ульріха Цвінглі дедалі більше загострювалися. 1529 року протестантські Цюрих і Берн пішли війною на католицькі лісові кантони Цуг, Урі, Швіц і Унтервальден. Братовбивчій війні вдалося запобігти завдяки посередництву нейтральних кантонів.

## Трапеза
Зустріч двох армій відбулася поблизу містечка Каппель-ам-Альбіс на кордоні Цюриху та Цугу. Поки лідери вели переговори про можливе перемир'я, втомлені голодні солдати почали спілкуватися один з одним. Виявилося, що в солдатів Цюриху було в надлишку хліба і солі, а у солдатів Цугу — молока. За легендою солдати двох армій поставили великий казан у центрі поля, разом приготували молочний суп із хлібом і розпочали трапезу. У цей час ватажки зуміли знайти компроміс: за Каппельським договором кожному кантону надавалося право вибору церкви на власний розсуд. Таким чином, наміри верхівки збіглися з побажаннями простих громадян. Перша Каппельська війна закінчилася без кровопролиття.
На згадку про цю подію досі подають каппельський молочний суп, коли спір може бути врегульовано шляхом переговорів. Приміром, це зробив член Федеральної ради Швейцарії Паскаль Кушпен по завершенню суперечки про культурні цінності Санкт-Галлену 2006 року.
Подібно до овочевого рагу в Нідерландах, каппельський молочний суп — своєрідний символ єдності Швейцарії. Неподалік від села Ебертсвіль в окрузі Аффольтерн стоїть камінь-монумент (нім. Milchsuppenstein) на пам'ять про приготування супу 1529 року.